# Johann Reikerstorfer
Johann Reikerstorfer (né le 12 juin 1945 à Ybbs an der Donau) est un philosophe autrichien et théologien catholique.

## Biographie
De 1979 jusqu'à sa retraite à l'automne 2011, il est professeur titulaire de théologie fondamentale à l'Université de Vienne.
Il est influencé par la théologie politique de Johann Baptist Metz, avec lequel il a étroitement collaboré.
Son œuvre n'est pas encore traduite en français.
En 2012, il reçoit la Grande Décoration d'Honneur en Argent pour ses services à la République d'Autriche.  En 2020, il a reçu le doctorat d'or de l'Université de Vienne.

## Publications
- Offenbarer Ursprung. Eine Interpretation der Anthropologie Carl Werners. (= Wiener Beiträge zur Theologie 32), Wien 1971.
- Zum Offenbarungsbegriff Anton Günthers. In: Sacerdos et Pastor semper ubique. FS zum 40-jährigen Priesterjubiläum Prälat Univ.-Prof. Dr. Franz Loidl (= Veröffentlichungen des Kirchenhistorischen Instituts der Katholisch-theologischen Fakultät der Universität Wien 13) Wien 1972, S. 125–137.
- Zur Frage nach dem Motiv der Schöpfung bei Anton Günther. In: E. Mann (Hrsg.): Erbe als Auftrag. Zur Theologie- und Geistesgeschichte des 19. Jahrhunderts. Joseph Pritz zum 60. Geburtstag (= WBTh 40) Wien 1973, S. 205–243.
- Die zweite Reflexion. Über den Begriff der Philosophie bei Anton Günther. Wien 1974 (phil. Diss. Mschr.).
- Kritik der Offenbarung. Die „Idee“ als systemtheoretisches Grundprinzip einer Offenbarungstheologie: Anton Günther in Begegnung mit Johann Sebastian von Drey. Wien 1977 (theol. Habil.-Schr. Mschr.)
- Anton Günther (1783–1863) und seine Schule. In: E. Coreth, W. Neidl, G. Pfligersdorffer (Hrsg.): Christliche Philosophie im katholischen Denken des 19. und 20. Jahrhunderts. Graz 1987, S. 266–284.
- Carl Werner (1821–1888). In: E. Coreth, W. Neidl, G. Pfligersdorffer (Hrsg.): Christliche Philosophie im katholischen Denken des 19. und 20. Jahrhunderts. Graz 1987, S. 329–340.
- Politische Theologie als „negative Theologie“. Zum zeitlichen Sinn der Gottesrede. In: ders.: Vom Wagnis der Nichtidentität. Münster 1988, S. 11–49.
- „Im Theodizeeblick“: Die neue Politische Theologie von Johann Baptist Metz. In: Theologien der Gegenwart. Darmstadt 2006, S. 142–155.
- Jüdisch-christliches Erbe in vernunfttheoretischer Bedeutung bei J. Habermas und J.B. Metz. In: Orientierung 70 (2006), S. 31–34.
- J.B. Metz (in Zusammenarbeit mit J. Reikerstorfer): Memoria passionis. Ein provozierendes Gedächtnis in pluralistischer Gesellschaft. Freiburg i.Br. 2006.
- Johann Reikerstorfer, Josef Kreiml (de) (Hrsg.): Suchbewegungen nach Gott. Der Mensch vor der Gottesfrage heute. Frankfurt/M. 2007.
- Weltfähiger Glaube. Theologisch-politische Schriften. Münster 2008.
- Vom Totalexperiment des Glaubens. Beiträge zur Logik christlicher Gottesrede. Frankfurt a. M. 2008.